# Zuid-Afrikaanse parlementsverkiezingen 1933
De Zuid-Afrikaanse parlementsverkiezingen van 1933 vonden op 17 mei 1933 plaats. Zuid-Afrika was evenals veel andere landen getroffen door een wereldwijde economische crisis. Een aantal maanden voor de verkiezingen vonden er op aandringen van dr. Tielman Roos (Nasionale Party, v.a. 1934: Sentrale Party) onderhandelingen plaats over de vorming van een verkiezingsalliantie (kartel) van de regerende Nasionale Party van premier James Barry Hertzog en de grootste oppositiepartij, de Suid-Afrikaanse Party van generaal Jan Smuts. Deze "Nationale Unie" behaalde bij de verkiezingen 136 van de 148 zetels in de Volksraad (lagerhuis). Na de verkiezingen vormde Hertzog een kabinet bestaande uit de beide partijen. In 1934 fuseerden de partijen tot de Verenigde Suid-Afrikaanse Party. Een aantal rechtse parlementariërs van de Nasionale Party voelden niets voor de fusie en scheidden zich onder leiding van dr. Daniel François Malan af en richtten de Gesuiwerde Nasionale Party op, die zich fel keerde tegen de Engelse invloed en voorstander was van apartheid.

## Uitslag

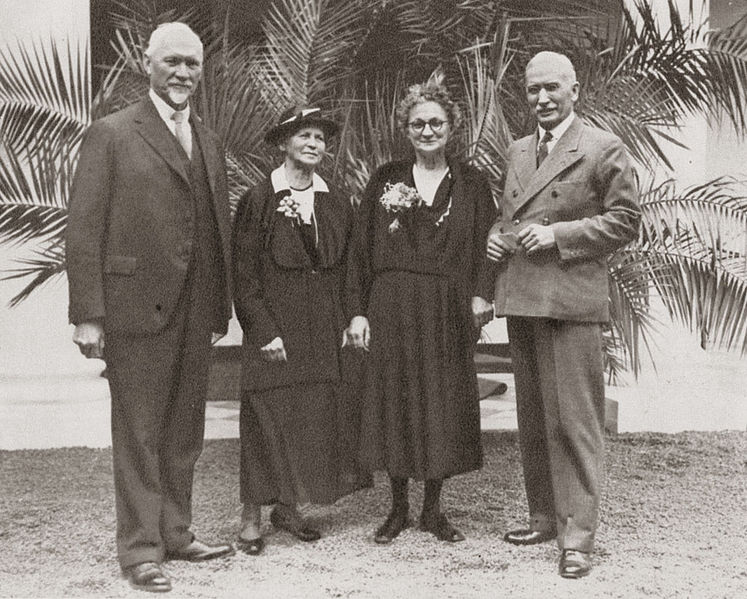
Smuts en Hertzog

| Partij                                | %     | zetels |
| ------------------------------------- | ----- | ------ |
| Nasionale Party-Suid-Afrikaanse Party | 54%   | 136    |
| Labour Party                          | 6,3%  | 2      |
| Home Rule Party                       | 3,9%  | 2      |
| Onafhankelijken (w.o. Tielman Roos)   | 27,3% | 8      |
| Anderen                               | 8,6%  | 2      |
| Totaal                                | 100%  | 148    |

Parlementsverkiezingen: 1910 · 1915 · 1920 · 1921 · 1924 · 1929 · 1933 · 1938 · 1943 · 1948 · 1953 · 1958 · 1961 · 1966 · 1970 · 1974 · 1977 · 1981 · 1984 · 1987 · 1989 · 1994 · 1999 · 2004 · 2009 · 2014 · 2019 · 2024

Referenda: 1960 · 1983 · 1992